# Wszystko będzie jak trzeba
Wszystko będzie jak trzeba (ros. Wsjo budziet charaszo («Wszystko będzie dobrze»)) – rosyjski film komediowy z 1995 roku w reżyserii Dimitrija Astrachana.

## Opis fabuły
Kola i Olga postanawiają się pobrać. Małżeństwu sprzeciwia się matka chłopaka, która wolałaby dla syna zamożniejszą żonę. Przygotowania do wesele zostają nagle przerwane, kiedy do miasteczka wraca niejaki Smirnow wraz z Pietią, swoim dwudziestoletnim, przystojnym, świetnie wykształconym synem.

## Obsada
- Michaił Uljanow
- Aleksandr Zbrujew
- Olga Ponizowa
- Anna Bajszczikowa
- Nikołaj Stojakin
- Jewgienija Igumnowa
- Lidia Nikitina
- Mark Goronok

i inni